# سمندل آسيوي
سمندل آسيوي (الاسم العلمي: Hynobiidae) هي سمادل بدائية توجد في جميع أنحاء آسيا، وفي روسيا الأوروبية. ترتبط ارتباطًا وثيقًا بالسمندل العملاق (فصيلة Cryptobranchidae)، الذي يشكل رتيبة السمادل البدائية. ما يقرب من نصف السمادل الآسيوية الموصوفة حاليًا الفريدة من نوعها توجد في اليابان.